# SoftServe
SoftServe ist ein international tätiges Unternehmen im Bereich der Technologielösungen, das Dienstleistungen für die Entwicklung von Software-Produkten, Anwendungsentwicklung und zugehörige Services anbietet. Mit US-Hauptsitz in Austin, Texas sowie dem europäischen Hauptsitz in Lwiw, Ukraine, ist SoftServe mit mehr als 7000 Mitarbeitern (2019) einer der größten Softwareentwickler in Mittel- und Osteuropa und die größte Gesellschaft für outsourced IT-Services in der Ukraine.

## Geschichte
SoftServe wurde 1993 in Lwiw von zwei ehemaligen Studenten der Lwiwer Polytechnischen Schule gegründet. Zunächst war SoftServe eine Software-Entwicklungsgesellschaft mit dem Hauptsitz in Lwiw, von Anfang an unterstützt durch das Rensselaer Polytechnic Institute Incubator Center. Zu den ersten bekannten Kunden zählte General Electric (GE). 1997 war die Gesellschaft fast nicht mehr existent, hatte jedoch den Weitblick für eine erfolgreiche Expansion in andere weltweite Regionen und eröffnete im Jahr 2000 das erste Büro in den Vereinigten Staaten. SoftServe war maßgeblich an der Entwicklung des Microsoft Bird’s Eye Dienstes im Jahr 2004 beteiligt. Dasselbe Konzept wurde später von Google für seine Darstellung der Google Street View verwendet. Aufgrund der Mitarbeit am Projekt wurde SoftServe für eine Präsentation im Rahmen der Jahreskonferenz von Microsoft eingeladen. Dort war es ein Beispiel für kommerzielle Anwendungen, die von Technologie-Unternehmen erstellt werden können.
2006 wurde von SoftServe die „SoftServe-Universität“ ins Leben gerufen. Dies ist das Ausbildungsprogramm der Gesellschaft geworden, um Entwickler zu fördern und Spezialisten umzuschulen. Mit Sitz in Lwiw, Ukraine, bietet die SoftServe-Universität auch internationale IT-Professional-Zertifikate für alle Mitarbeiter die das Programm vollenden. Mit der Gründung der SoftServe-Universität ist SoftServe das erste Unternehmen geworden, das eine korporative Universität in der Ukraine etabliert. 2008 hat SoftServe auch die Lviv Business School an der ukrainischen katholischen Universität gegründet.
SoftServe hat im Jahr 2008 den USA-Hauptsitz in Fort Myers, Florida eröffnet und dort begonnen eine Jahreskonferenz zu halten. Bereits 2012 war SoftServe eine der größten IT-Outsourcing-Gesellschaften in der Ukraine mit 2189 Angestellten, Dritter nach EPAM Systems und Luxoft. Bis 2014 war die Mitarbeiteranzahl auf 3900 Angestellte angewachsen.
SoftServe hat den USA-Hauptsitz im Jahr 2014 von Florida nach Austin (Texas) verlegt. Die Gesellschaft besaß schon seit 2013 ein Büro in Austin, das nun offiziell der Hauptsitz wurde. Die neuen Büroraume befinden sich am One Congress Plaza. Im selben Jahr hat SoftServe Büros oder Entwicklungszentren in London, Amsterdam, Sofia, Warschau und Stockholm eröffnet.  2014 hat SoftServe ein Technologie-Dienstleistungsunternehmen in Amsterdam, die Initium Consulting Group BV, übernommen. Das Unternehmen war 2012 gegründet und hat sich hauptsächlich auf die Bereiche Gesundheitsfürsorge („Health Care“) und Private Equity spezialisiert. Eine weitere Übernahme von SoftServe ist die deutsche IT Gesellschaft UGE UkrGermanEnterprise GmbH in Frankfurt am Main. Ebenfalls 2014 wurde der neue Europa-Hauptsitz in einem neuen modernen Gebäude in Lwiw eröffnet. Weiter fand in San Francisco (Kalifornien) ein Zusammentreffen mit Fachleuten aus der Ukraine und Mitgliedern des Konsulats der Ukraine statt, um Bedenken zu Geschäftstätigkeiten des Landes im Licht der geopolitischen Situation der Ukraine zu diskutieren.

## Produkte und Dienstleistungen
SoftServe ist eine Gesellschaft für Software-Anwendungsentwicklung sowie ein Beratungsunternehmen. Die Dienstleistungen umfassen Software-Optimierung, Software als ein Service (SaaS), Cloud Computing, Mobile Lösungen, UI/UX, Analytics, und Security. SoftServe stellt Dienstleistungen primär in den Bereichen Gesundheitsfürsorge, Einzelhandel, Technologie und Automobilmärkte zur Verfügung. Gemäß ihrer Website bietet die Gesellschaft die folgenden Produkte und Dienstleistungen in folgenden Industrien an:
Technologie-Services
- Mobile Lösungen
- Software-Architektur
- BI & Analytics
- SaaS & Cloud
- UI/UX
- Security

Outsourcing-Services
- Software Produkt-Entwicklung
- Software Asset Management
- Qualitätssicherung & Überwachung
- Technische Kommunikation

## Auszeichnungen
Seit 2004 ist SoftServe ein Mitglied des Microsoft Partner Ecosystems. Darüber hinaus war SoftServe ein Finalist für den globalen „Microsoft Partner des Jahres“ sowohl 2006 als auch 2007. SoftServe war auch weiterhin nominiert für dieselbe Auszeichnung in den Jahren 2008 und 2009 in Mittel- und Osteuropa. 2012 erhielt SoftServe von Microsoft Ukraine die Auszeichnung als Partner des Jahres für Innovation in Business Analytics.
Die Gesellschaft hat weitere Auszeichnungen erhalten, unter anderem die Nennung in den „Global Outsourcing 100“ in den Jahren 2010, 2011, 2013, 2014, 2015. , 2016 und 2017. In den Jahren 2010, 2011, 2013 und 2014 wurde SoftServe als bester Arbeitgeber der Ukraine und 2011 als bester Arbeitgeber in Mittel- und Osteuropa von Hewitt Associates ausgezeichnet.